# Liste des outils du tapissier garnisseur
Liste des outils du tapissier garnisseur
| Aiguilles courbes | - 1. Aiguille courbe - 2. Carrelet courbe La différence entre les deux se situe dans le sens du chas                                                                                                  |
|                   | Aiguilles droites |
| Carrelet          | 1. Carrelet courbe 2. Carrelet droit à une pointe 3. Carrelet droit à deux pointes |
| Chasse clou       | Chasse-clou |
| Ciseaux           | Paires de ciseaux 1. Ciseaux de garnisseur 2. Ciseaux pour tissu 3. Ciseaux à papier |
| Ciseau à bois     | Ciseau à bois |
| Ciseau à degarnir | Ciseau à dégarnir coudé |
| Houseaux          | Houseaux |
| Mallet            | Maillet en bois |
| Mètre pliant      | Mètre pliant, double |
| Mètre ruban       | Mètre ruban |
| Pied de biche     | Pied de biche pour garnisseur |
| Ramponneau        | Ramponneau ou Marteau de tapissier. Ils peuvent être aimantés pour plus de facilité (en effet, la tête de la semence est maintenue par l'aimant, ce qui permet de maintenir le tissu de l'autre main) |
| Râpes à bois      | Râpes à bois |
| Semence tapissier | Semences, ce sont de petits clous à tête plate |
| Tendeur de sangle | Tire sangle, il existe aussi la tenaille à sangler ou le tendeur de sangle avec un manche qui est moins dangereux que le modèle présenté et n'abîme pas le bois                                       |
| Tire-crins        | Tire-crins |